# Everything in This Country Must
Everything in This Country Must ist ein US-amerikanischer Kurzfilm von Gary McKendry aus dem Jahr 2004.

## Handlung
Im Jahr 1985 in Nordirland: Weil sie herumalbern und nicht auf die Straße achten, rammen britische Soldaten in ihrem Panzer ein Auto. Die Fahrerin und ihr Sohn kommen dabei ums Leben. Der Richter stuft den Unfall als einfaches Unglück ein, für das niemand Schuld trage. Dies lässt Katies Vater, der Frau und Sohn verloren hat, in entsetzter Hilflosigkeit zurück.
Zwei Jahre später: Infolge heftiger Niederschläge ist der Bach unweit des Grundstücks von Katie und ihrem Vater angeschwollen. Ihr Pferd, einst das Lieblingspferd von Katies Bruder, bleibt im Wasser mit einem Huf hängen und kann sich nicht selbst befreien. Als Katie und ihr Vater versuchen, das Pferd zu befreien, erscheint ein Panzer mit britischen Soldaten, darunter auch Stevie, der beim damaligen tödlichen Unfall dabei war. Die Soldaten retten das Pferd, auch wenn der Vater deutlich seine Abneigung gegen die Männer zeigt. Als Katie den Männern später warme Getränke und Kekse reicht, reagiert der Vater unwirsch, bis einer der Soldaten empört meint, dass man doch das Pferd gerettet habe. Stevie hat unterdessen ein Foto von Frau und Sohn gesehen und erkannt, dass ein gerettetes Pferd nichts im Gegensatz zum Verlust von Frau und Kind ist. Er kann eine Eskalation verhindern und die Soldaten brechen auf. Stevie kehrt noch einmal zurück und entschuldigt sich beim Vater. Der verweilt kurz darauf vor dem Bild, das auch Stevie angesehen hatte. Er begibt sich in den Stall und erschießt das Pferd. Katie, die hinzukommt, wird von ihm zurück ins Haus geschickt. Sie bemerkt, dass für all den Regen der Himmel zu klein sei („Oh what a small sky for so much rain.“).

## Produktion
Everything in This Country Must basiert auf der Kurzgeschichte Wie alles in diesem Land von Colum McCann, der auch das Drehbuch zum Film schrieb. Die Kostüme schuf Hazel Webb-Crozier, die Filmbauten stammen von Michael Perry. Der Film lief am 31. August 2004 auf dem Telluride Film Festival und wurde in der Folgezeit auf internationalen Filmfestivals gezeigt, darunter dem Bilbao International Film Festival und dem Festival du Court-Métrage de Clermont-Ferrand.

## Auszeichnungen
Everything in This Country Must wurde 2005 für einen Oscar in der Kategorie Bester Kurzfilm nominiert. Auf dem Santa Barbara International Film Festival erhielt der Film 2005 den Bruce C. Corwin Award für den besten Kurzfilm und wurde im gleichen Jahr auf dem Seattle International Film Festival als Bester Film des Kurzfilmwettbewerbs ausgezeichnet.